# Коррен, Кармела
Кармела Коррен (ивр. כרמלה קורן‎, нем. Carmela Corren; урожд. Кармела Бицман; 13 февраля 1938 в Тель-Авиве — 16 января 2022) — австрийская певица и актриса еврейского происхождения, представительница Австрии на конкурсе песни Евровидение 1963.

## Биография
Кармела Коррен (урождённая Бицман) родилась в 1938 году в Тель-Авиве. С детства мечтала заниматься танцами, однако из-за перенесённой ею травмы ей пришлось отказаться от танцев и переключиться на музыкальную деятельность.
В 1956 году на одном из выступлений в Иерусалиме её заметил американский продюсер Эд Салливан. Едва закончив военную службу в израильской армии, она отправилась вместе с Салливаном на гастроли в США. В начале своей карьеры она познакомилась с Клиффом Ричардом, с которым участвовала в нескольких гастрольных турах и выступала в ночных клубах. С 1960 года переехала в Австрию, став популярной исполнительницей в немецкоговорящих странах. В дальнейшем подписывала контракты со звукозаписывающими лейблами Ariola, Vogue и Decca.
В 1963 году представляла Австрию на конкурсе песни Евровидение с песней «Vielleicht geschieht ein Wunder» и заняла седьмое место.
С 1966 по 1970 была замужем за продюсером Хорстом Гейгером, от которого она родила сына и дочь.
Жила в американском штате Флорида.

## Избранная дискография
- Sei nicht traurig, geliebte Mama (1961)
- Eine Rose aus Santa Monica (1962)
- Wann kommt der Tag (1962)
- Vielleicht geschieht ein Wunder (1963)
- Wer in deine Augen sieht (1963)
- Rosen haben Dornen (1963)
- Einmal reicht uns das Glück seine Hände (1963)
- Abschiednehmen tut so weh (1965)
- Verzeih mir (1966)
- Die Liebe fängt mit Träumen an (1966)
- Alles war ein Traum (1967)
- Heiß wie die Sonne (1968)
- Never, never, never (1979)

## Избранная фильмография
- Drei Liebesbriefe aus Tirol (1962)
- Zwischen Schanghai und St. Pauli (1962)
- Sing, aber spiel nicht mit mir (1963)
- Hochzeit am Neusiedler See (1963)